# Twin Cup

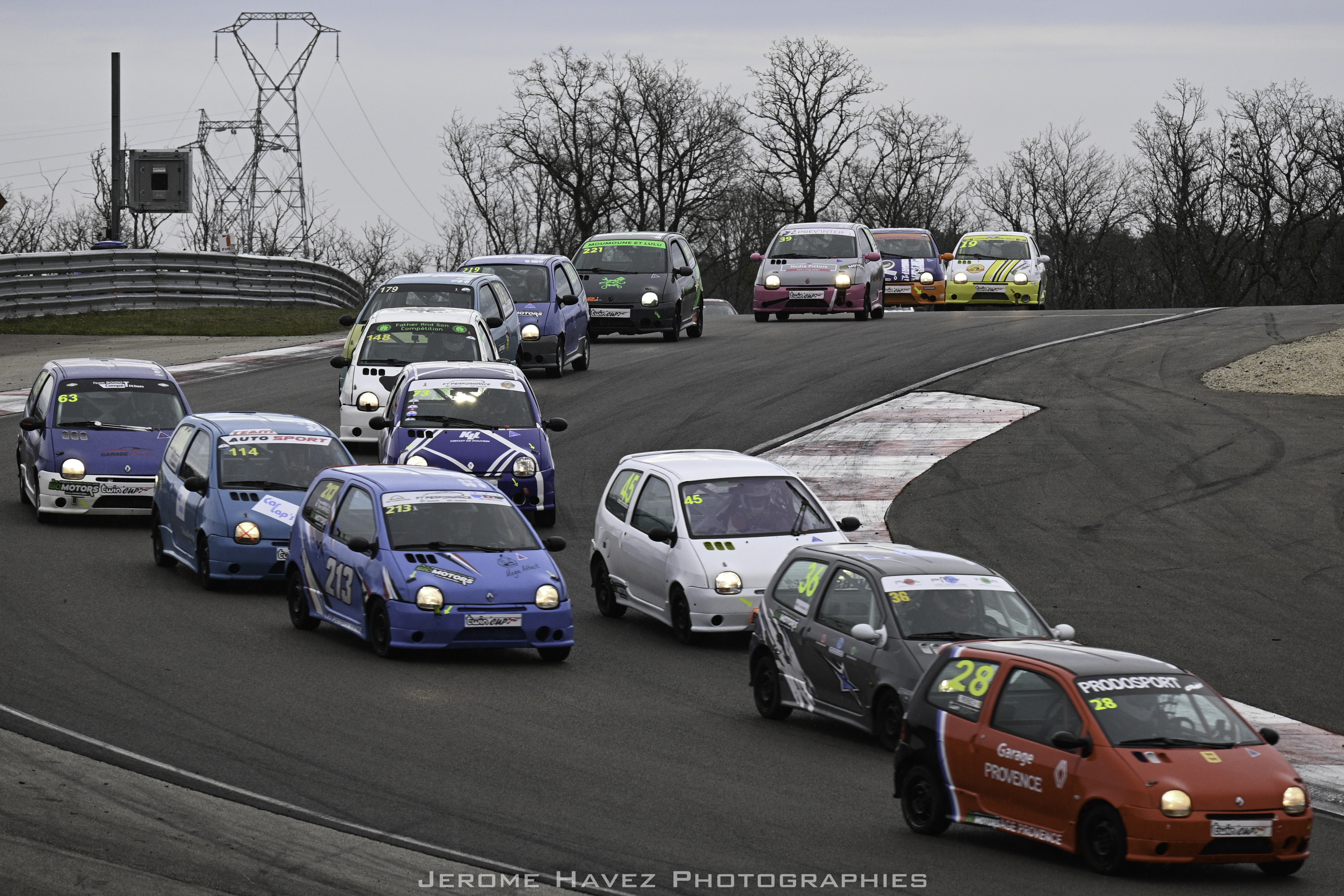
Dijon 2023 départ

La Twin'Cup, souvent typographiée Twin Cup ou TwinCup, est un championnat monotype de voitures de tourisme sur circuit créé en 2011. Il est couru exclusivement sur Renault Twingo I.

## Historique

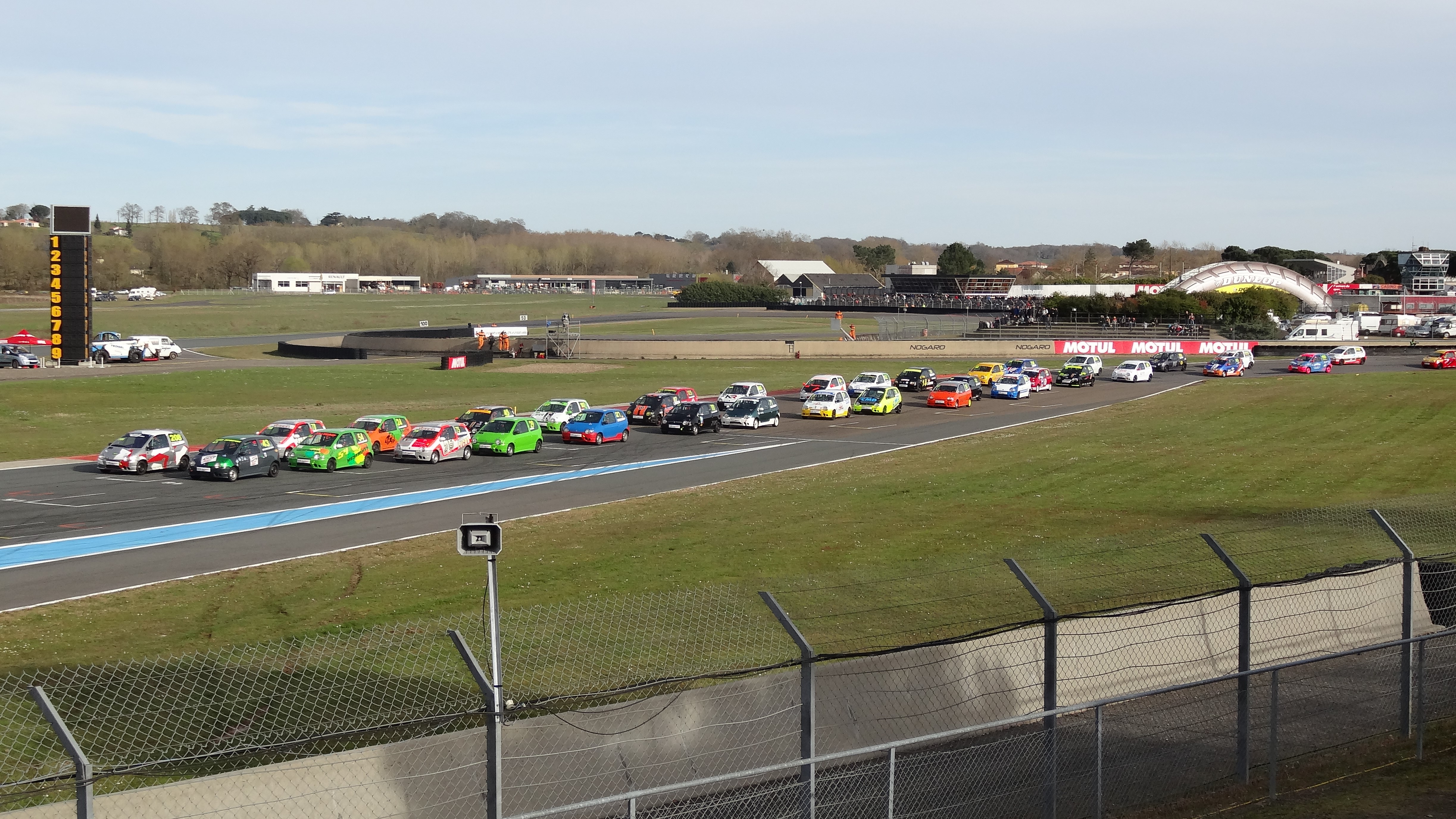
La Twin'Cup lors des Coupes de Pâques 2018 à Nogaro.

En 2011, la Twin'Cup est créée par Marc Pachot dans l'objectif d'être abordable,,,.

En 2011, seules quatre voitures sont présentes à Lédenon. La première saison du championnat se répartit en cinq weekends de courses, chacun composés de quatre courses de vingt minutes chacune et d'une séance de qualification de trente minute.

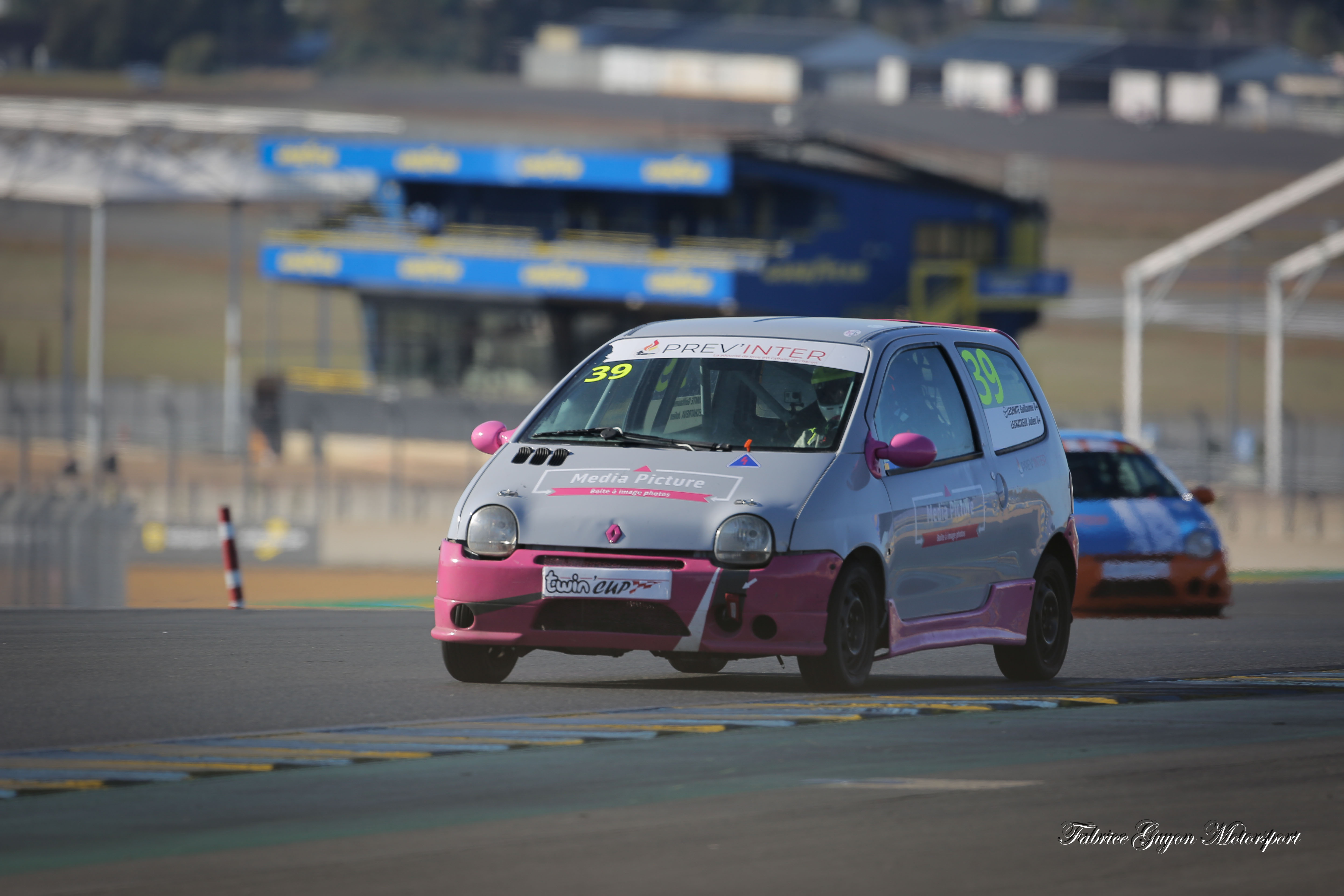
Twin'Cup #39 MediaPicture Le Mans 2021

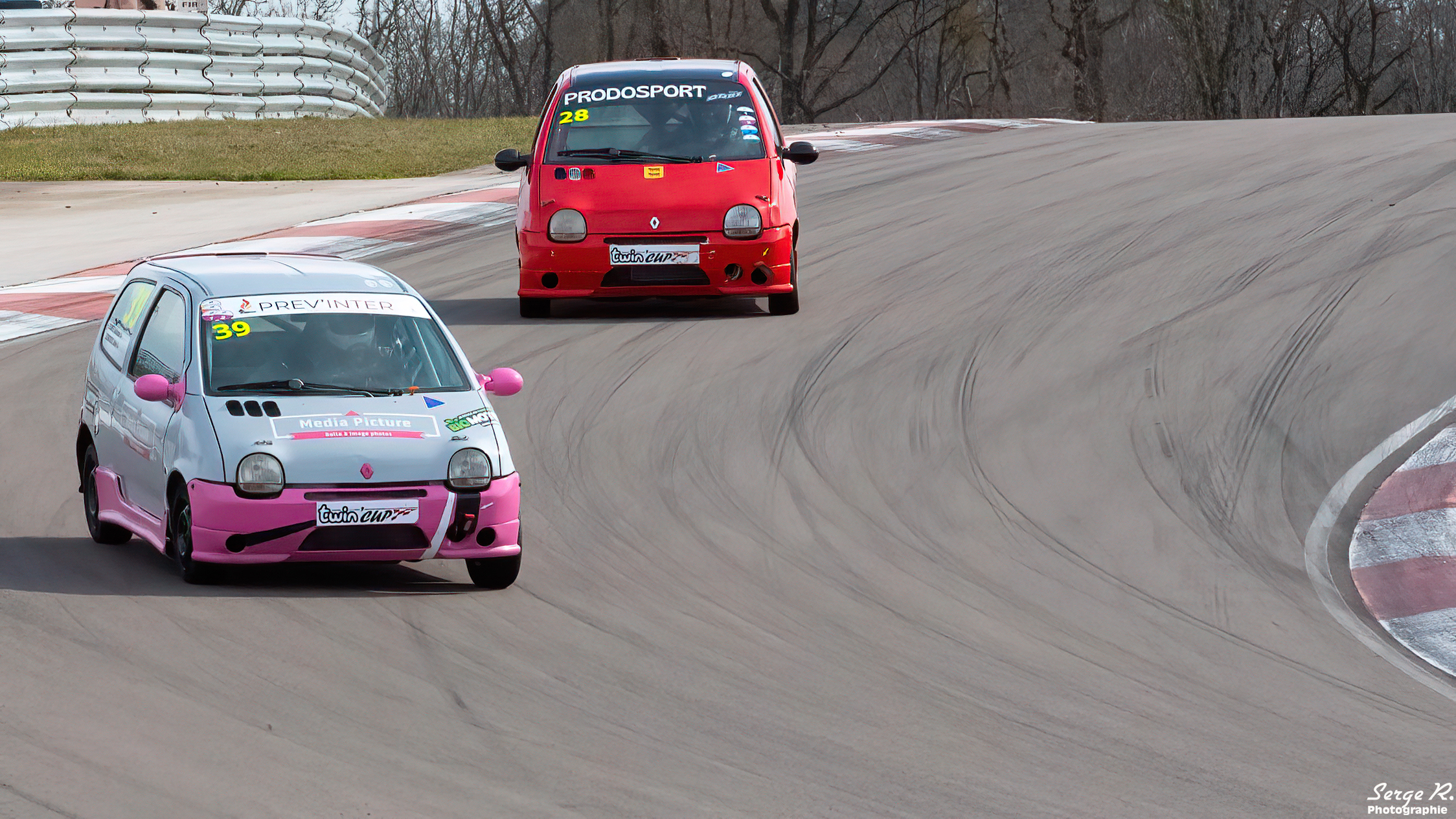
Dijon 2023 départ #39 & #28

L'année suivante, seize concurrents participent au championnat.
En 2014, près de quatre-vingt kits sont commandés.
Les Renault Twingo peuvent atteindre des vitesses de l’ordre de 200 km/h lors d'une course. Le moteur développe une puissance d'environ 120 ch, contre 55 à 75 ch pour le modèle de série.
En 2022 gros changements, l'ensemble des voitures passent au BioEthanol e85 avec l'ajout d'un boîtierBioMotors  ce qui permet une réduction du cout et un gain de performance.
À ce jour (2024), plus de 240 Kits ont été vendus.